# Telenet Group
Telenet ist ein belgisches Telekommunikationsunternehmen mit Sitz in Mechelen.

## Geschichte
- Telenet wurde 1996 gegründet und begann noch im gleichen Jahr mit der Verlegung eines Glasfaser-Backbones in Flandern
- 1997 kam das erste Produkt auf den Markt: Breitband-Internetzugang, der unter dem Namen Pandora vertrieben wurde
- 1998 bietet Telenet auch Telefonie an
- 1999 wird das Unternehmen von Pandora in Telenet umbenannt
- 2003 werden über die Tochter PayTVCo NV Teile des Bezahlfernsehsenders Canal+ übernommen
- 2005 Telenet wird an der Euronext-Börse notiert
- 2006 beginnt Telenet auch Mobiltelefonie anzubieten, dazu wird das Netz von Mobistar genutzt
- 2023 Telenet wird per Squeeze-out von Liberty Global übernommen und in der Folge von der Börse genommen.[3][4]

## Aktivitäten
Telenet ist – nach eigenen Angaben – Marktführer in Belgien im Internetzugang für Privathaushalte, Telefonie und digitale TV-Dienste, darüber hinaus ist Telenet auch im Bereich analoges Kabelfernsehen, Mobiltelefonie und Firmenkundenlösungen (Telenet Solutions) tätig.
Das Unternehmen hatte 2008 629.000 Kunden im Bereich Festnetztelefonie, 985.000 Internetkunden, 674.000 IDTV-Kunden und 539.000 sogenannte Triple-Play-Kunden.
Im Jahr 2008 wurde ein Umsatz von 1,02 Mrd. Euro erwirtschaftet, den größten Anteil daran hat mit 34 % der Bereich Internet, gefolgt vom analogen Kabelfernsehen mit 24 %.

## Aktie
Die Aktie wird an der NYSE Euronext in Brüssel gehandelt und ist dort Bestandteil des wichtigsten Aktienindexes BEL20. Mehrheitsaktionär von Telenet ist der Medienkonzern Liberty Global, der 56,36 % der Aktien hält. Der Rest der Aktien befindet sich größtenteils in Streubesitz.

## Sponsoring
Telenet ist Hauptsponsor des Telenet-Fidea Cycling Teams und Trikotsponsor des KV Mechelen.